# Saheed Olawale
Saheed Olawale (ur. 1 stycznia 1983) − nigeryjski bokser, brązowy medalista mistrzostw Afryki (2005), uczestnik mistrzostw świata (2005) oraz igrzysk Wspólnoty Narodów (2006).

## Kariera amatorska
W maju 2005 został brązowym medalistą mistrzostw Afryki w Casablance. W listopadzie 2005 reprezentował Nigerię na mistrzostwach świata w Mianyang. W swoim pierwszym pojedynku w kategorii zmierzył się z wicemistrzem olimpijskim Jérômem Thomasem. Olawale przegrał pojedynek walkowerem, nie przystępując do walki. 
W 2006 reprezentował Nigerię na igrzyskach Wspólnoty Narodów w Melbourne. Przegrał tam swój pierwszy pojedynek z Duncanem Kurią.